# Biełaja (dopływ Kamy)
Biełaja (basz. Ағиҙел, ros. Белая) – rzeka w Rosji (Baszkiria).
Źródła w południowo-zachodniej części Uralu Południowego. Jest lewym dopływem rzeki Kamy.
Długość 1430 km, powierzchnia zlewni 141,9 tys. km², średni roczny przepływ u ujścia: 970 m³/s
Główne dopływy:
- lewe
  - Dioma
- prawe
  - Ufa

Większe miasta położone nad rzeką: Saławat, Sterlitamak, Ufa.
Rzeka przepływa przez Park Narodowy „Baszkiria” i Rezerwat przyrody „Szulgan-Tasz”.